# Chiaki Mukai
Chiaki Mukai (jap. 向井 千秋, Mukai Chiaki; * 6. Mai 1952 in Tatebayashi, Japan) ist eine japanische Astronautin. Sie wurde als Chiaki Naitō (内藤千秋, Naitō Chiaki) geboren.

## Ausbildung
Mukai machte ihren Schulabschluss 1971 an der Keiō-Mädchenoberschule in Mita, Minato. Anschließend studierte sie an der Keiō-Universität, promovierte 1977 in Medizin und 1988 ebendort in Physiologie. Von 1977 bis 1985 arbeitete sie an verschiedenen japanischen Kliniken als Ärztin. 1989 wurde sie von der Japan Surgical Society als Herz- und Gefäßchirurgin zertifiziert.

## JAXA
1985 wurde sie als erste Frau als japanische Astronautin ausgewählt. Sie ist als Nutzlastspezialistin im Johnson Space Center von 1987 bis 1989 ausgebildet worden. Außerdem war sie eine von drei japanischen Kandidaten für die Mission STS-47, sie war Ersatznutzlastspezialisten für STS-90 und stellvertretende Missionsspezialistin für STS-107.

## STS-65
Ihren ersten und auch längsten Raumflug erlebte Mukai mit dem Space Shuttle Columbia im Jahre 1994.
Bei dieser Mission war erneut das Spacelab an Bord. Dieses enthielt verschiedene Experimente zur Erforschung der Mikrogravitation auf Metallschmelzen und lebende Organismen. Von deutscher Seite gab es dazu die Experimentieranlagen TEMPUS (Berührungsfreier Schmelzofen) und NIZEMI (Niedergeschwindigkeits-Zentrifugen-Mikroskop), das dazu diente bei verschiedensten Organismen (Kressesamen, Schleimpilzen, Pantoffeltierchen) den Punkt zu bestimmen, an dem diese Organismen auf Schwerkraft reagieren. Außerdem gab es noch eine Messanlage, um auch kleinste Gravitationsschwankungen zu messen sowie ein Aquarium mit Fischen.

## STS-95
Ihren letzten Raumflug machte sie 1998 mit der Discovery, wieder in der Funktion als Nutzlastspezialistin.
Die Mission stand ganz im Zeichen astronomischer und atmosphärischer Forschungen. Beispielsweise wurde der Satellit SPARTAN 201 für mehrere Tage ausgesetzt. Mit ihm wurden physikalische Bedingungen und Vorgänge erforscht, die in der Sonnenkorona ablaufen und Auswirkungen auf den Sonnenwind haben.
Der Flug wurde von Curtis Brown kommandiert und als zweiter Nutzlastspezialist außer ihr war die NASA-Legende John Glenn im hohen Alter von 77 Jahren mit an Bord. John Glenn nahm in seinem hohen Alter an diesem Flug teil, um diverse Experimente mit Mukai durchzuführen, die die Auswirkungen der Schwerelosigkeit auf alte Menschen ergründen sollten.

## Zusammenfassung

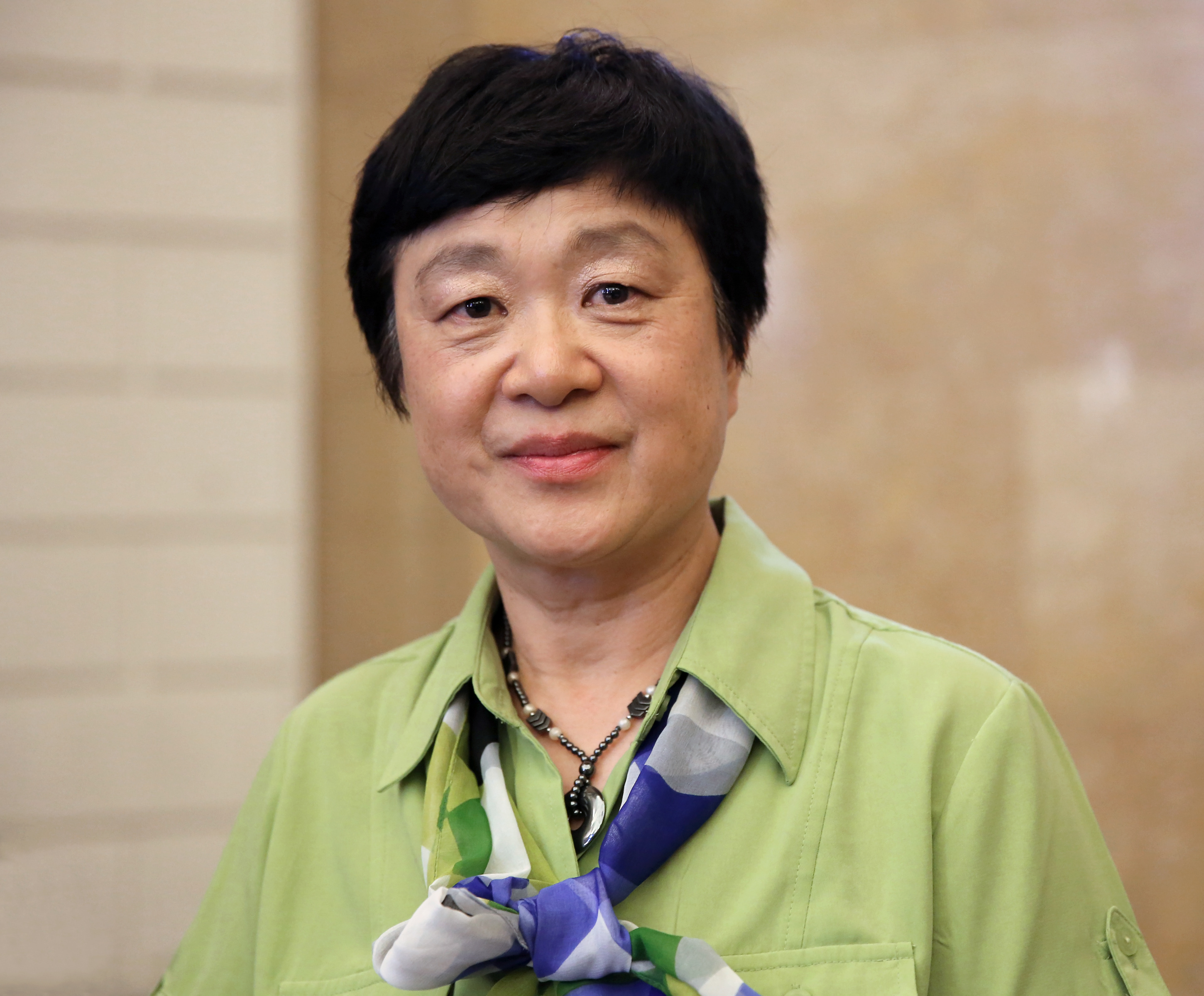
Chiaki Mukai bei einer Vortrags- und Diskussionsveranstaltung in Wien (2013)

| Nr | Mission | Funktion             | Flugdatum                      | Flugdauer   |
| -- | ------- | -------------------- | ------------------------------ | ----------- |
| 1  | STS-65  | Nutzlastspezialistin | 8. Juli – 23. Juli 1994        | 14d 17h 55m |
| 2  | STS-95  | Nutzlastspezialistin | 29. Oktober – 7. November 1998 | 8d 21h 43m  |

## Privat
Sie ist mit Makio Mukai verheiratet. Ihre Hobbys sind Tauchen, Skifahren, amerikanische Literatur, Fischen, Golf, Photographie, Reisen und Tennis.